# Federal League
La Federal League est une ligue américaine de baseball professionnel qui opéra en 1914 et 1915 en rivalité directe avec la Ligue américaine et la Ligue nationale. Le statut de Ligue majeure lui est accordé rétroactivement en 1968.

## Palmarès
- 1914. Indianapolis Hoosiers
- 1915. Chicago Whales

## Les franchises
- Baltimore Terrapins (1914-15)
- Brooklyn Tip-Tops (1914-15)
- Buffalo Buffeds/Blues (1914/1915)
- Chicago ChiFeds/Whales (1914/1915)
- Indianapolis Hoosiers (1914) / Newark Peppers (1915)
- Kansas City Packers (1914-15)
- Pittsburgh Rebels (1914-15)
- St. Louis Terriers (1914-15)